# Hodslavice
Hodslavice település Csehországban, Nový Jičín-i járásban. Hodslavice Nový Jičín, Mořkov, Životice u Nového Jičína, Hostašovice és Zašová településekkel határos. Lakosainak száma 1700 fő (2024. január 1.).

## Népesség
A település lakosságának változását az alábbi diagram mutatja:
| Lakosok száma | 1289 | 1491 | 1739 | 1628 | 1728 | 1688 | 1711 | 1742 | 1715 | 1700 |
|               | 1869 | 1890 | 1921 | 1950 | 1980 | 2001 | 2017 | 2019 | 2022 | 2024 |

## Híres személyek
- Itt született 1798-ban František Palacký cseh történetíró, politikus, író,
- Itt született Svätopluk Štúr filozófus.